# Grand Prix Júnior de Patinação Artística no Gelo na Letônia
O Grand Prix Júnior de Patinação Artística no Gelo na Letônia (muitas vezes intitulado: Volvo Cup e Riga Cup) é uma competição internacional de patinação artística no gelo de nível júnior. A competição é organizada pela União Internacional de Patinação (ISU), e disputada no outono, em alguns anos, como parte do Grand Prix Júnior de Patinação Artística no Gelo.

## Edições
| Ano  | Edição               | Cidade sede          | Júnior               | Júnior               | Júnior               | Júnior               | Ref                  |
| Ano  | Edição               | Cidade sede          | M                    | F                    | P                    | D                    | Ref                  |
| ---- | -------------------- | -------------------- | -------------------- | -------------------- | -------------------- | -------------------- | -------------------- |
| 2011 | 1.ª                  | Riga                 | •                    | •                    | •                    | •                    | [ 1 ]                |
| 2012 | Não houve competição | Não houve competição | Não houve competição | Não houve competição | Não houve competição | Não houve competição | Não houve competição |
| 2013 | 2.ª                  | Riga                 | •                    | •                    | •                    | •                    | [ 2 ]                |
| 2014 | Não houve competição | Não houve competição | Não houve competição | Não houve competição | Não houve competição | Não houve competição | Não houve competição |
| 2015 | 3.ª                  | Riga                 | •                    | •                    | •                    | •                    | [ 3 ]                |
| 2016 | Não houve competição | Não houve competição | Não houve competição | Não houve competição | Não houve competição | Não houve competição | Não houve competição |
| 2017 | 4.ª                  | Riga                 | •                    | •                    | •                    | •                    | [ 4 ]                |

## Lista de medalhistas

### Individual masculino
| Evento               | Ouro                   | Prata                      | Bronze                             |
| Riga 2011 (detalhes) | Ryuju Hino · Japão     | Zhang He · China           | Timothy Dolensky · Estados Unidos  |
| 2012                 | Não houve competição   | Não houve competição       | Não houve competição               |
| Riga 2013 (detalhes) | Jin Boyang · China     | Adian Pitkeev · Rússia     | Shoma Uno · Japão                  |
| 2014                 | Não houve competição   | Não houve competição       | Não houve competição               |
| Riga 2015 (detalhes) | Dmitri Aliev · Rússia  | Deniss Vasiļjevs · Letônia | Alexei Krasnozhon · Estados Unidos |
| 2016                 | Não houve competição   | Não houve competição       | Não houve competição               |
| Riga 2017 (detalhes) | Mitsuki Sumoto · Japão | Makar Ignatov · Rússia     | Tomoki Hiwatashi · Estados Unidos  |

### Individual feminino
| Evento               | Ouro                       | Prata                   | Bronze                      |
| Riga 2011 (detalhes) | Polina Shelepen · Rússia   | Li Zijun · China        | Polina Agafonova · Rússia   |
| 2012                 | Não houve competição       | Não houve competição    | Não houve competição        |
| Riga 2013 (detalhes) | Evgenia Medvedeva · Rússia | Maria Sotskova · Rússia | Karen Chen · Estados Unidos |
| 2014                 | Não houve competição       | Não houve competição    | Não houve competição        |
| Riga 2015 (detalhes) | Maria Sotskova · Rússia    | Kaori Sakamoto · Japão  | Choi Da-bin · Coreia do Sul |
| 2016                 | Não houve competição       | Não houve competição    | Não houve competição        |
| Riga 2017 (detalhes) | Daria Panenkova · Rússia   | Rika Kihira · Japão     | Emmy Ma · Estados Unidos    |

### Duplas
| Evento               | Ouro                                           | Prata                                            | Bronze                                     |
| Riga 2011 (detalhes) | Sui Wenjing · Han Cong · China                 | Yu Xiaoyu · Jin Yang · China                     | Margaret Purdy · Michael Marinaro · Canadá |
| 2012                 | Não houve competição                           | Não houve competição                             | Não houve competição                       |
| Riga 2013 (detalhes) | Yu Xiaoyu · Jin Yang · China                   | Evgenia Tarasova · Vladimir Morozov · Rússia     | Maria Vigalova · Egor Zakroev · Rússia     |
| 2014                 | Não houve competição                           | Não houve competição                             | Não houve competição                       |
| Riga 2015 (detalhes) | Renata Oganesian · Mark Bardei · Ucrânia       | Anastasia Poluianova · Stepan Korotkov · Rússia  | Ekaterina Borisova · Dmitry Sopot · Rússia |
| 2016                 | Não houve competição                           | Não houve competição                             | Não houve competição                       |
| Riga 2017 (detalhes) | Apollinariia Panfilova · Dmitry Rylov · Rússia | Aleksandra Boikova · Dmitrii Kozlovskii · Rússia | Evelyn Walsh · Trennt Michaud · Canadá     |

### Dança no gelo
| Evento               | Ouro                                       | Prata                                                | Bronze                                             |
| Riga 2011 (detalhes) | Maria Nosulia · Evgeni Kholoniuk · Ucrânia | Evgenia Kosigina · Nikolai Moroshkin · Rússia        | Alexandra Aldridge · Daniel Eaton · Estados Unidos |
| 2012                 | Não houve competição                       | Não houve competição                                 | Não houve competição                               |
| Riga 2013 (detalhes) | Mackenzie Bent · Garrett MacKeen · Canadá  | Lorraine McNamara · Quinn Carpenter · Estados Unidos | Alla Loboda · Pavel Drozd · Rússia                 |
| 2014                 | Não houve competição                       | Não houve competição                                 | Não houve competição                               |
| Riga 2015 (detalhes) | Betina Popova · Yuri Vlasenko · Rússia     | Angélique Abachkina · Louis Thauron · França         | Sofia Evdokimova · Egor Bazin · Rússia             |
| 2016                 | Não houve competição                       | Não houve competição                                 | Não houve competição                               |
| Riga 2017 (detalhes) | Sofia Shevchenko · Igor Eremenko · Rússia  | Anastasia Shpilevaya · Grigory Smirnov · Rússia      | Caroline Green · Gordon Green · Estados Unidos     |